# Oftringen
Oftringen is een Zwitserse stad en gemeente in het kanton Aargau. De gemeente is gelegen in het Wiggerdal) en telt 13.073 inwoners.
Bezienswaardigheid van Oftringen is een voormalige burcht uit 1415, waar alleen nog de ruïne resten van over zijn gebleven.
Aarburg · Bottenwil · Brittnau · Kirchleerau · Kölliken · Moosleerau · Murgenthal · Oftringen · Reitnau · Rothrist · Safenwil · Staffelbach · Strengelbach · Uerkheim · Vordemwald · Wiliberg · Zofingen
- Bibliothèque nationale de France: cb15114750p (data)
- Gemeinsame Normdatei: 4390917-6
- Historisch woordenboek van Zwitserland: 001819
- Library of Congress Control Number: n80099530
- MusicBrainz: 74333344-bb5c-4898-a293-11779036cb7b
- Nationale Bibliotheek van Israël: 987007554919405171
- Virtual International Authority File: 167830381